# Иванова, Альбертина Петровна
Альбертна Петровна Иванова (Аптуллина) (род. 11 августа 1954, д. Шойдум) — марийская поэтесса, редактор.

## Биография
В 1977 году окончила филологический факультет Марийского государственного университета. В 1978—1983 годах была редактором и корреспондентом на радио. В 1983—1986 годах работала в журнале «Ончыко»; в 1986—2003 годах была редактором, а потом директором в издательстве «Мары книгӓ» («Дом марийской книги»). В 1970-х годах начала писать первые стихи. Книга «Кечан эрдене» («Солнечным утром») издана в 1976 году. После этого опубликованы сборники «Каласынем тылат» («Откровение»; 1982), «Шинчаваш ончен» («С глазу на глаз»; 1988), «Тенге йнӓгем йыла» («Так и живёт моя душа»; 1999). Сборники стихов переведены на русский, польский, немецкий, английский, финский, эстонский, туркменский, чувашский, удмуртский, татарский. Жила в Йошкар-Оле.